# Alfred Vanderpol
Alfred Vanderpol, né le 7 avril 1854 et mort le 17 juin 1915, est un ingénieur, philanthrope et auteur français qui fut l'un des chefs du mouvement pacifiste en France au cours des années qui ont précédé la Première Guerre mondiale.

## Premières années
Alfred Marie Vanderpol est né le 7 avril 1854 à Tourcoing, fils de François Vanderpol et d'Anna Knaepffler de Phalsbourg. La famille de son père était d'origine flamande et celle de sa mère était originaire d'Alsace. Il a eu une sœur aînée et un frère décédé très jeune. Après avoir vécu plusieurs années au Havre, les Vanderpol retournent à Tourcoing où, le 30 décembre 1865, le père est nommé à la douane. Vanderpol a fréquenté l'école secondaire de Tourcoing. Pendant la guerre franco-prussienne de 1870, il s'intéresse au sujet de la guerre et de la paix. Il envisage de postuler à l'École polytechnique et suit un cours de mathématiques spéciales au lycée de Lille. Sur les conseils de son professeur, il entre ensuite à l'École centrale des arts et manufactures de Lille et obtient son diplôme d'ingénieur en 1876.

## Carrière
De 1876 à 1877, Vanderpol passe son année de service militaire à Versailles, où il sert dans le génie. Il rejoint ensuite les effectifs de l'ingénieur civil Lombard-Gérin à Lyon. Il est chargé de la construction de l'une des premières usines de tissage mécanique dans la région de Pont-de-Beauvoisin. En novembre 1877, le jeune ingénieur s’inscrit à la faculté de droit de Lyon, où il poursuit les études qu’il avait commencées alors qu’il était en poste à Versailles. Il obtient sa licence en 1880. Le 1er novembre 1880, il devient ingénieur au service des Ponts et chaussées de Lyon en tant qu'assistant mécanicien, spécialisé dans les ponts, poste qu'il occupe jusqu'à la fin du mois de juillet 1884.
Le 12 août 1882, Vanderpol épouse Jeanne-Marie-Claudine Berger de Lyon. Ils ont trois fils et deux filles, leur dernier enfant étant né en 1894. Après avoir quitté le département des Ponts et chaussée en 1884, il obtient un poste dans une usine de compteur à gaz. Il devient associé de Maldant Dupoy, également fabricant de compteurs, et fonde une succursale à Lyon, puis une autre en Italie. Il reste directeur administratif de l'entreprise le reste de sa vie, se rendant à Paris tous les mois. Il exerce aussi les fonctions d'expert judiciaire et se fait connaître pour la précision de ses rapports.

## Œuvres sociales
Vanderpol rejoint la Société des sciences industrielles de Lyon en 1880 et la Société d'agriculture, sciences et arts utiles de Lyon en 1883. En 1894, il devient secrétaire général de la Société d'agriculture, des sciences et des industries de Lyon. En 1890, il devient membre de la Société pour le sauvetage d'enfants moralement abandonnés. Il organise et dirige l'asile temporaire de Vaise. Il travaille également pour l' Association catholique lyonnaise pour la diffusion des évangiles et pour la Société Saint-Jérôme.
En 1900, Vanderpol se retrouve paralysé des membres inférieurs. En 1905, il devient membre du mouvement Le Sillon de Marc Sangnier à Lyon. Certaines sources disent qu'il a cofondé le groupe avec Victor Carlhian. Vanderpol et Carlhian soutiennent le journal Demain dès sa fondation.

## Pacifiste

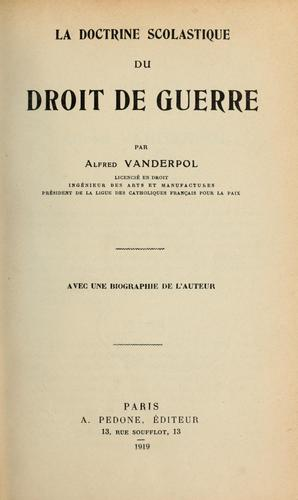

En 1906, Vanderpol assiste au congrès pacifiste de Milan et s'efforce dès lors de convaincre les milieux catholiques de l’importance de la lutte pour la paix. Il espère que le pape Pie X publiera une encyclique sur la justice et la paix internationales aussi puissante que le Rerum novarum du pape Léon XIII sur l'action sociale et les conditions de travail. En 1907, Vanderpol et l'abbé Pichot fondent la Société Gratry, nommée en l'honneur du prêtre et professeur à la Sorbonne ayant adhéré à la Ligue internationale de la paix en 1867. En 1909, la Société Gratry devint la Ligue des catholiques françaises pour la paix. Vanderpol est secrétaire général et rédacteur en chef du Bulletin de la ligue et Mgr Beaupin en est le président.
De 1906 à 1913, Vanderpol visite la France pour donner des conférences sur la paix. Il essaye de mobiliser les catholiques en faveur de la paix universelle, prenant lui-même "une position à égale distance du militarisme extrême et du pacifisme utopique". En 1911, il participe au Congrès des sociétés de paix françaises à Clermont-Ferrand, où il parla de théorie du droit de la guerre. En 1912, il participe à la création de l'Union internationale du droit des gens, fondée sur les principes chrétiens, au sein d'un institut de formation basé à l'Université de Louvain.
À la veille de la Première Guerre mondiale (1914-18), après la déclaration de guerre autrichienne à la Serbie, Henri La Fontaine convoque à Bruxelles une réunion d'urgence des dirigeants du Bureau international de la paix (BIP). Une cinquantaine de représentants des sociétés nationales néerlandaise, britannique, allemande, américaine, belge et française assiste à la réunion. Les participants français incluent Lucien Le Foyer, Jeanne Mélin, Théodore Ruyssen, Alfred Vanderpol, Gaston Moch et Émile Arnaud. Les participants conviennent de transmettre aux gouvernements un appel à la retenue. Après leur rencontre, ils apprennent que l’Allemagne a coupé des voies ferrées à sa frontière sud. Le lendemain, la Belgique commence sa mobilisation.
Après le déclenchement de la guerre en 1914, Vanderpol organise une assistance pour les blessés dans les locaux de la Société de sauvetage des enfants abandonnés moralement. Son fils est mort pendant la guerre, ce qui montre selon lui que son travail a échoué. Vanderpol meurt à Souzy-L'Argentière en juin 1915 . Une place du quartier de Vaise à Lyon devant l'église Saint-Pierre-aux-Liens et de l'asile, porte son nom depuis 1955, la place Alfred-Vanderpol, avec une plaque « Alfred Vanderpol, un apôtre de la paix ».

## Œuvres
Les ouvrages de Vanderpol incluent :
- 1911, Le droit de guerre d'après les théologiens et les canonistes du Moyen Âge, préface de l'abbé Tanquerey
- 1912, La guerre devant le christianisme, suivi d'une traduction de « De Jure Belli » de François de Victoria
- 1913, L'Église et la guerre, où VANDERPOL rassemble les études de huit auteurs
- 1914, Guerre injuste, revue
- 1919, La doctrine scolaire du droit de guerre

## Sources
- « Alfred Vanderpol », Musée du Diocese de Lyon (consulté le 15 mai 2015)
- M. Bodet, « Alfred Vanderpol. La doctrine scolastique du droit de guerre », Revue d'histoire de l'Église de France, vol. lien, no 34,‎ 1921 (lire en ligne, consulté le 15 mai 2015)
- Émile Chénon, La doctrine scolastique du droit de guerre, Paris, A. Pedone, 1919 (lire en ligne), « Préface Alfred VANDERPOL »
- (en) Sandi E. Cooper, Patriotic Pacifism : Waging War on War in Europe, 1815-1914 : Waging War on War in Europe, 1815-1914, Oxford University Press, USA, 11 novembre 1991, 352 p. (ISBN 978-0-19-536343-2, présentation en ligne)